# 1044. grenadirski polk (Wehrmacht)
1044. grenadirski polk (izvirno nemško 1044. Grenadier-Regiment; kratica 1044. GR) je bil pehotni polk Heera v času druge svetovne vojne.

## Zgodovina
Polk je bil ustanovljen 26. junija 1944 kot del 232. pehotne divizije.